# Kari Arkivuo
Kari Arkivuo (* 23. Juni 1983 in Lahti) ist ein finnischer ehemaliger Fußballspieler.

## Karriere

### Vereine
Kari Arkivuo begann seine Karriere beim FC Kuusysi, für den er in der Jugend aktiv war. Für das als Nachwuchsteam des FC Lahti dienende Team spielte er bis zum Jahr 2000. Im folgenden Jahr spielte Arkivuo seine erste komplette Profisaison, nachdem er zu Saisonbeginn gegen Inter Turku sein Debüt gegeben hatte. Für den achtfachen Finnischen Meister spielte der Verteidiger in den folgenden Spielzeiten regelmäßig. Mit der Mannschaft erreichte er im Jahr 2002 das Pokalfinale, das gegen Haka Valkeakoski verloren ging. Nach insgesamt fünf Spielzeiten, in denen Arkivuo 101-mal in der Veikkausliiga zum Einsatz kam, wechselte er zu Sandefjord Fotball nach Norwegen. In seinem zweiten Jahr bei Sandefjord stieg er aus der Tippeligaen ab und spielte noch eine weitere Saison in der Adeccoligaen, die mit dem direkten Wiederaufstieg beendet wurde. Nach drei Spielzeiten, in denen er zu 71-Ligaeinsätzen kam, wechselte er in die Niederlande. Er unterschrieb einen Vertrag beim Zweitligisten Go Ahead Eagles Deventer. Im Juli 2010 unterschrieb er wiederum einen neuen Kontrakt beim schwedischen Klub BK Häcken aus Göteborg. Er spielte zehn Jahre für den Verein, bestritt 230 Pflichtspiele und erzielte dabei sechs Tore. Mit zwei Spielzeiten bei seinem Heimatclub FC Lahti ließ er seine Karriere ausklingen.

### Nationalmannschaft
Kari Arkivuo debütierte im November 2005 in der finnischen Nationalmannschaft im Spiel gegen Estland, das mit 2:2 endete. Zuvor war er bereits 15-mal zwischen 2002 und 2005 in der U-21 eingesetzt worden. Mit der Nationalmannschaft seines Heimatlandes nahm er am Baltic Cup 2012 in Estland teil. Im Finale unterlag er mit der Mannschaft gegen Lettland im entscheidenden Elfmeterschießen.